# Лани (народ)
Лани — коренные народы в Западной Новой Гвинее, обычно называемые «западные дани» иностранными миссионерами. Живут на востоке долины Балием.

## Происхождение названия
Лани означает «ты идёшь». Этот термин особенно понятен в связи с историями, рассказанными среди племени валак (западные лани). Это слово относится также и к названию другого племени лани, называемого лома. Лома — это те, кто проживает в Пунчак-Джайском округе Центрального нагорья. Они говорят как на языке лани, так и на языке мони, а иногда - и на языке амунг. Согласно этой истории, в Большой долине было достигнуто согласие о разделении и расселении людей по горным районам. Вождь, отдавший приказ о разделении и расселении, велел одной группе «Лани» (вы идете) идти в одну часть, а другой, «Лома» (там), в другую. Таким образом, вождь сказал им «идти туда», то есть идти в направлении, на которое он указывал, в западной части Балиемской долины.

## Культура
Лани жили тысячелетия изолированно на плато с технологиями каменного века. Первый контакт с цивилизацией Запада произошёл только в первой половине XX века.
Сладкий картофель является основным продуктом питания народа лани и используется в качестве приданого и подношения. Основным источником мяса является охота, так как домашних свиней слишком ценят для того, чтобы их часто готовить. Свиньи являются источником богатства в Папуанском нагорье, где женщины выкармливают свиней и обнимают их, чтобы согреть. Основной способ приготовления свиней — это приготовление ямы и опускание мяса и сладкого картофеля, завернутых в листья, в горячие камни, а затем их закапывание для сохранения пара.
Дома соломенные с пальмовыми листьями и стенами, сделанными решётчатой работой из ротанга и дерева. Дома и деревни часто находятся в одном комплексе.

## Население племени лани
Общая численность населения племени лани в 1980-х годах, как сообщил Дуглас Хейворд в своей книге «Народы дани Ириан Джая, до и после обращения в другую веру», составляет около 200 тыс. человек.
В Меланезии лани — это самое большое племя. Второе по численности — это племена ми.